# 29186 Lake Tekapo
29186 Lake Tekapo este un asteroid din centura principală de asteroizi.

## Descriere
29186 Lake Tekapo este un asteroid din centura principală de asteroizi. A fost descoperit pe 26 octombrie 1990 la Geisei de Tsutomu Seki. Asteroidul prezintă o orbită caracterizată de o semiaxă mare de 2,41 ua, o excentricitate de 0,05 și o înclinație de 7,3° în raport cu ecliptica.